# 와타나베 유타 (농구 선수)
와타나베 유타(일본어: 渡邊 雄太, 1994년 10월 13일~)는 일본의 농구 선수이다. 포지션은 스윙맨으로 현재 B.리그의 팀인 지바 제츠와 일본 농구 국가대표팀에서 뛰고 있다. 이전에는 전미 농구 협회(NBA)의 멤피스 그리즐리스, 토론토 랩터스, 피닉스 선스 소속으로 활동했다.

## 개인사
2022년 5월 26일, 전 후지 TV 아나운서 쿠지 아키코와 결혼했다. 두 사람은 현재 지난 2022년 5월 현재 뉴욕, 미국에 거주하고 있다.